# Alexander Schuck
Alexander Schuck (Leipzig, RDA, 18 de mayo de 1957) es un deportista de la RDA que compitió en piragüismo en la modalidad de aguas tranquilas. Ganó dos medallas en el Campeonato Mundial de Piragüismo en los años 1983 y 1985.

## Palmarés internacional
| Campeonato Mundial | Campeonato Mundial  | Campeonato Mundial | Campeonato Mundial |
| Año                | Lugar               | Medalla            | Evento             |
| ------------------ | ------------------- | ------------------ | ------------------ |
| 1983               | Tampere (Finlandia) | Medalla de plata   | C2 1000 m          |
| 1985               | Malinas (Bélgica)   | Medalla de oro     | C2 1000 m          |